# Dimitrie Grama
Dimitrie Grama (* 25. Oktober 1947) ist ein ehemaliger schwedischer Leichtathlet, der sich auf den Sprint spezialisiert hat. Mit der schwedischen 4-mal-392-Meter-Staffel wurde er 1974 in Göteborg Halleneuropameister.

## Sportliche Laufbahn
Dimitrie Grama trat bei den Leichtathletik-Halleneuropameisterschaften 1974 in Göteborg international in Erscheinung und gewann dort mit der schwedischen 4-mal-392-Meter-Staffel in 3:04,55 min gemeinsam mit Michael Fredriksson, Gert Möller und Anders Faager die Goldmedaille. Im Sommer belegte er bei den Freiluft-Europameisterschaften in Rom in 3:12,6 min den siebten Platz in der 4-mal-400-Meter-Staffel und verpasste mit der 4-mal-100-Meter-Staffel mit 40,11 s den Finaleinzug.